# Tour de Corse 1973
Le Tour de Corse 1973 (17e Tour de Corse), disputé du 1er au 2 décembre 1973, est la treizième et dernière manche du championnat du monde des rallyes 1973 (WRC), inauguré cette même année. C'est également la dernière manche du championnat de France des rallyes.

## Contexte avant la course

### Le championnat du monde
1973 est la première année du Championnat Mondial des Rallyes pour Marques, qui a succédé au 'Championnat d'Europe des Rallyes pour Marques', disputé de 1968 à 1972. Constitué de treize épreuves internationales, il est réservé aux voitures des catégories suivantes :
- Groupe 1 : voitures de tourisme de série
- Groupe 2 : voitures de tourisme spéciales
- Groupe 3 : voitures de grand tourisme de série
- Groupe 4 : voitures de grand tourisme spéciales

La saison a été dominée par Alpine-Renault, les berlinettes s'étant montrées nettement supérieures aux Fiat sur tous les types de parcours : neige, asphalte ou terre. Avant la dernière épreuve du championnat, le constructeur français est déjà assuré du titre mondial, avec cinq victoires (voire six si le déclassement de BMW en Autriche est confirmé par la FIA) contre une pour son adversaire italien. Malgré une participation épisodique en 1973, une victoire en Corse permettrait à Ford de terminer à la seconde place du championnat.

### La crise pétrolière et le sport automobile en France
Le premier décembre 1973, en plein choc pétrolier, le Premier ministre Pierre Messmer annonce des mesures d'économie de carburant. La date coïncide avec le départ du Tour de Corse et un communiqué ministériel annonçant l'annulation de l'épreuve parvient aux organisateurs. Après négociation, l'épreuve est rétablie in-extremis, mais sera la dernière compétition automobile en France jusqu'à nouvel ordre. Cette décision aura pour effet l'annulation de nombreuses épreuves, dont le rallye Monte-Carlo 1974. Le sport automobile sera à nouveau autorisé en France quelques mois plus tard.

### L'épreuve
Créé en 1956 par le docteur Jean Sermonard (médecin continental exerçant sur l'Île de Beauté), le Tour de Corse a acquis dès sa création une réputation d'épreuve difficile. Surnommé le rallye aux 10000 virages, c'était initialement une épreuve non-stop d'environ mille kilomètres, avec moyenne minimale imposée, et ne comportant que quelques tronçons chronométrés. Devenu manche du championnat de France, ce rallye automnal acquiert bientôt une renommée internationale de par sa difficulté. Jusqu'en 1972, la course fut ouverte aux voitures des groupes 1 à 5, mais son intégration au championnat du monde exclut désormais l'engagement des prototypes du groupe 5. Le dernier vainqueur en date est Jean-Claude Andruet, sur Alpine A110 1800 proto.

## Le parcours
- départ : 1er décembre 1973 d'Ajaccio
- arrivée : 2 décembre 1973 à Ajaccio

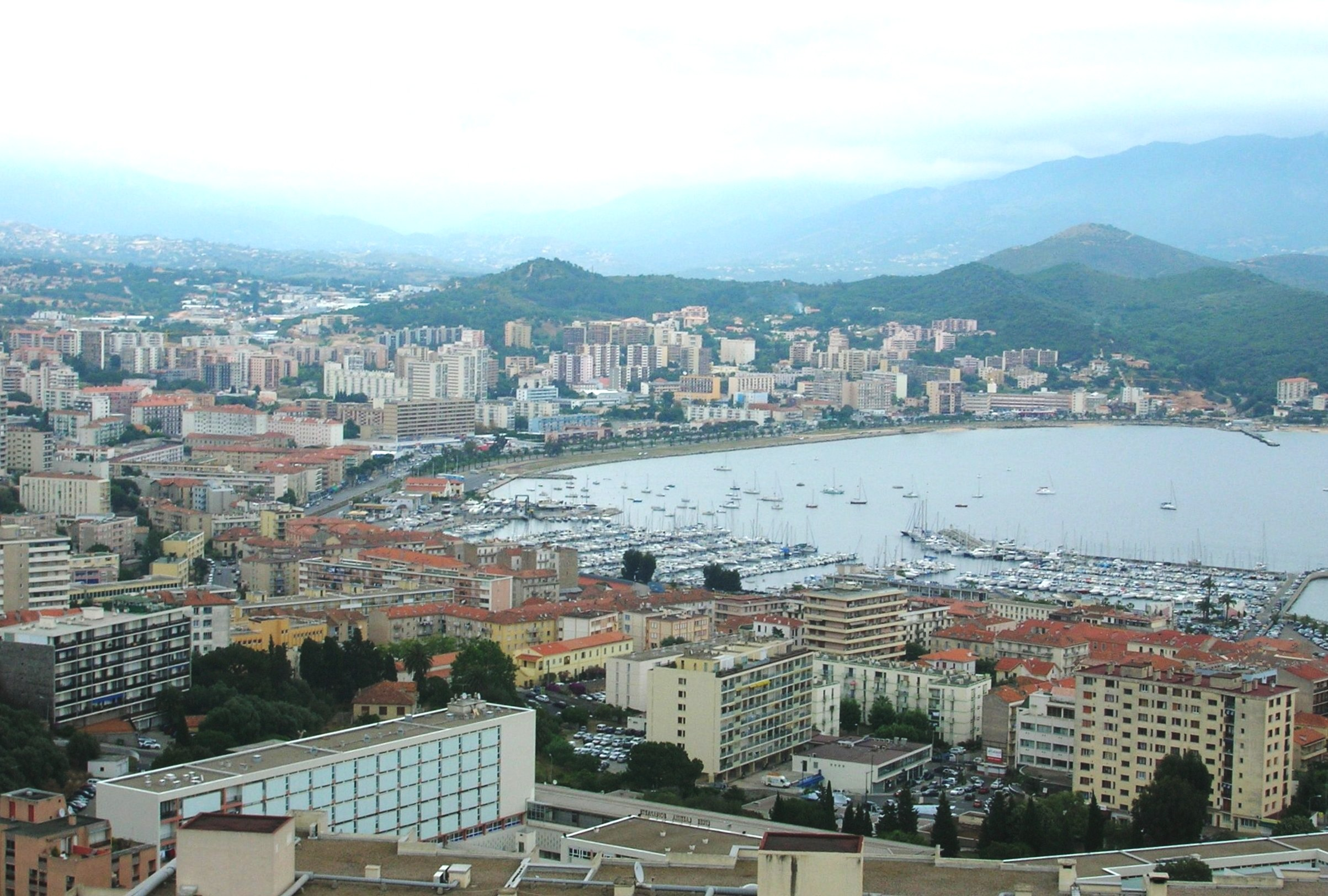
Le port d'Ajaccio

- distance : 1 080 km (sur 1320 km prévus) dont 371,8 km sur 13 épreuves spéciales (21 épreuves initialement prévues, soit 511,7 km)
- surface : asphalte
- Parcours divisé en deux étapes[1]

### Première étape
- Boucle sud : Ajaccio - Porto-Vecchio - Ajaccio, le 1er décembre
- 7 épreuves spéciales, 195,5 km (8 épreuves initialement prévues, pour un total de 210,9 km)

### Deuxième étape
- Boucle nord : Ajaccio - Bastia - Ajaccio, le 2 décembre
- 6 épreuves spéciales, 176,3 km (13 épreuves initialement prévues, pour un total de 300,8 km)

## Les forces en présence
Sur soixante-trois équipages engagés, seulement cinquante prennent part à l'épreuve, soit le nombre minimal requis pour un rallye de championnat du monde.
- Alpine-Renault

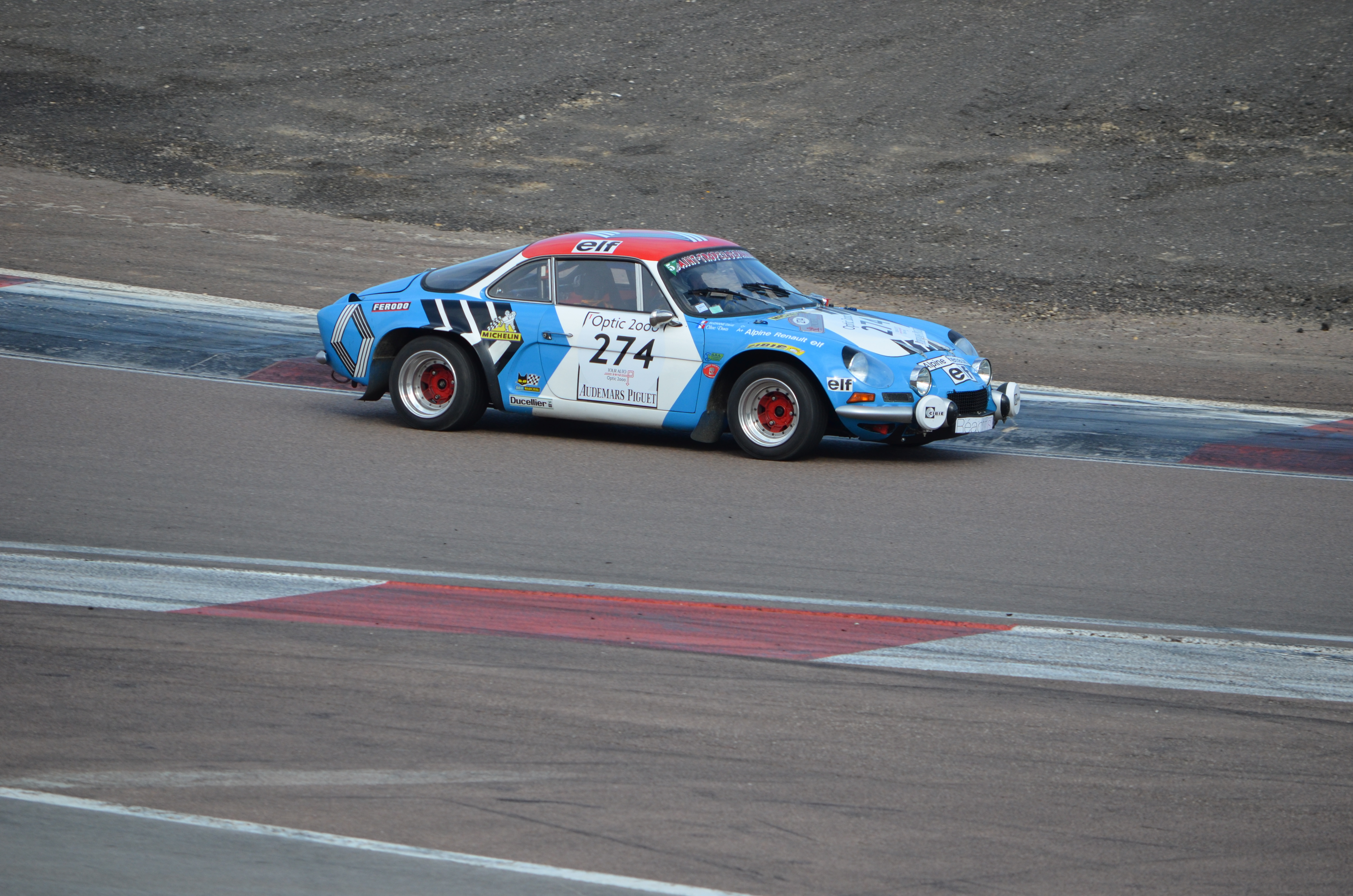
Une Alpine A110 groupe 4, vue ici lors d'une manifestation historique.

Avec 19 voitures au départ, les Alpine A110 constituent l'essentiel du plateau. L'usine a préparé six berlinettes groupe 4 (1800 cm3, 175 chevaux, 710 kg), quatre voitures officielles confiées à Jean-Pierre Nicolas, Jean-Luc Thérier, Bernard Darniche et Jean-François Piot et deux semi-officielles pour les insulaires Francis Serpaggi et Jean-Pierre Manzagol. La voiture de Darniche est équipée d'une suspension arrière modifiée, similaire à celle de l'Alpine A310, et dispose d'un moteur à injection. Treize autres Alpine (groupes 3 ou 4) sont engagées à titre privé. Vainqueur en 1968, 1970 et 1972, le constructeur français est largement favori de l'épreuve.
- Ford

Ford France a engagé deux Escort RS1600 groupe 2 (2000 cm3, 230 ch, environ 800 kg) pour Guy Chasseuil et Jean-Claude Gamet. Plus puissantes mais moins agiles que les Alpine sur les routes sinueuses corses, ces voitures peuvent néanmoins se montrer redoutables en cas de neige. 
- Fiat

Le constructeur italien avait initialement engagé deux spiders 124 rallye groupe 4 (1750 cm3, 170 ch, 960 kg) pour Sergio Barbasio et Maurizio Verini, mais a finalement déclaré forfait, n'ayant plus aucune chance de remporter le titre mondial. La seule Fiat au départ est aux mains d'un équipage privé. 
- Opel

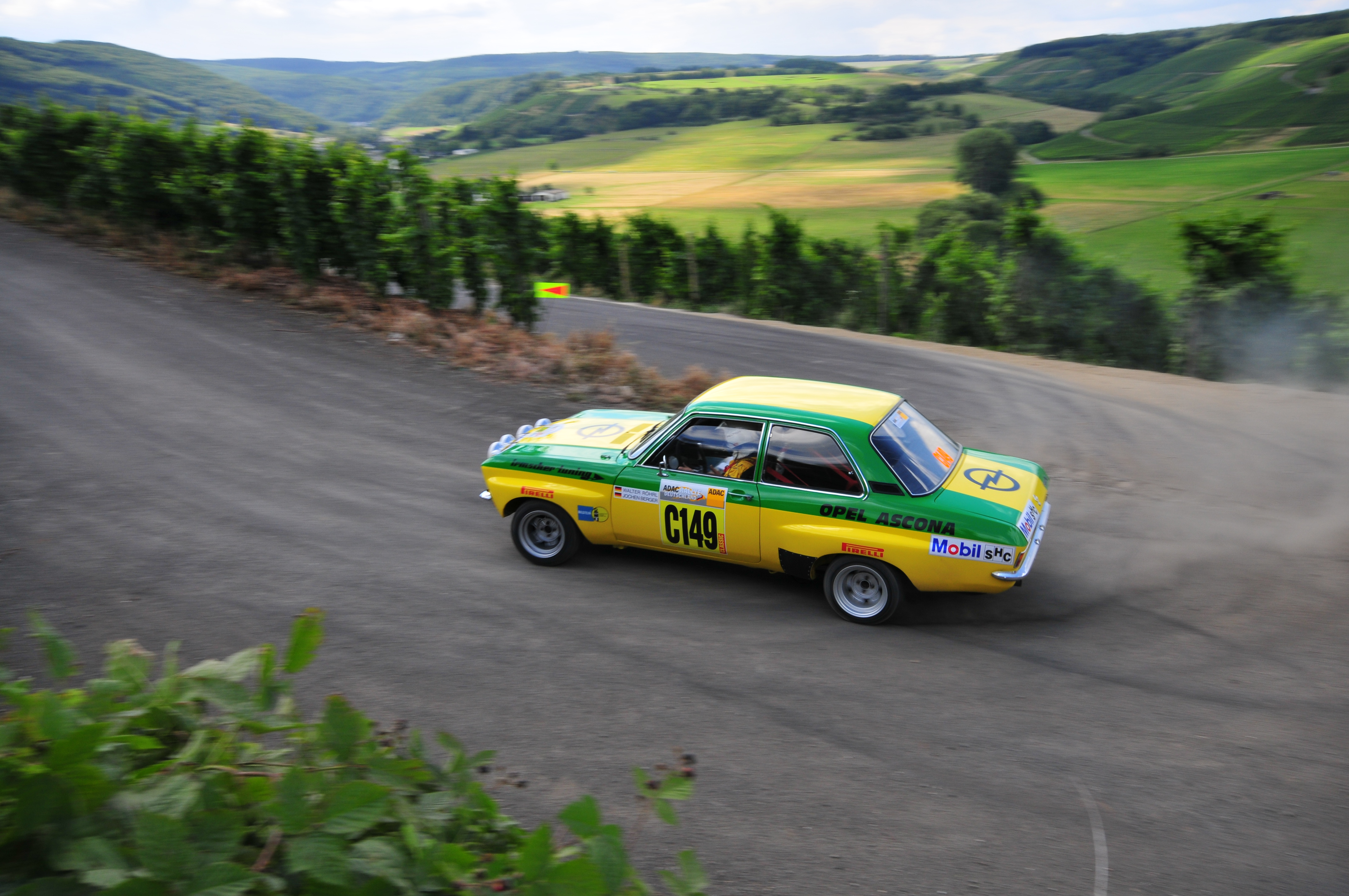
Une Opel Ascona groupe 2 lors d'un rallye historique.

Dix Opel sont au départ, parmi lesquelles les Opel Ascona groupe 2 (environ 180 ch pour un peu plus d'une tonne) de Jean-Louis Clarr, préparée par Guy Vimont, et de Marie-Claude Beaumont. Henry Greder, dont c'est la seizième participation en Corse, vise la victoire en groupe 1 avec son Opel Commodore.
- Alfa Romeo

L'importateur Alfa Romeo en France (SOFAR) a engagé deux 2000 GTV groupe 1 pour Claude Ballot-Léna et Jean-Claude Lagniez. Engagé à titre privé, Francis Vincent dispose d'une voiture identique.
- Audi

Guy Fréquelin et Yves Évrard disposent d'Audi 80 groupe 2 (1600 cm3, 140 ch) préparées par Louis Meznarie.
- Porsche

À la suite des forfaits de Thierry Sabine et de Francis Roussely, l'unique Porsche au départ est la Carrera de 'Gédéhem', qui vise la victoire en groupe 3

## Déroulement de la course

### Première étape
Le départ est donné le samedi 1er décembre, à partir de 16 heures par Henri Lamaison, PDG d'Esso, sponsor de l'épreuve. Les cinquante équipages s'élancent d'Ajaccio en direction du sud de l'île. Les conditions de course sont loin d'être optimales : il pleut par intermittence et le vent est violent. La première épreuve spéciale est très sinueuse, favorisant les Alpine. Jean-Pierre Nicolas est intrinsèquement le plus rapide, mais un tête-à-queue fait perdre de précieuses secondes au pilote marseillais, devancé par son coéquipier Francis Serpaggi qui devant son public s'empare de la tête du rallye. Les berlinettes ont effectué une véritable démonstration de force et occupent alors les six premières places : Bernard Darniche, troisième à deux secondes de Nicolas devance de peu Jean-François Piot et Jean-Luc Thérier (qui a perdu du temps à cause d'une crevaison) ; Jean-Pierre Manzagol, sixième, compte déjà 43 secondes de retard sur Serpaggi. Il est suivi par l'Opel de Jean-Louis Clarr, premier leader en groupe 2. La deuxième épreuve confirme la supériorité des Alpine, qui pointent à nouveau aux six premières places, emmenées par Nicolas qui prend la tête du rallye devant Serpaggi et Darniche. Ce dernier n'ira cependant guère plus loin, demi-arbre cassé.

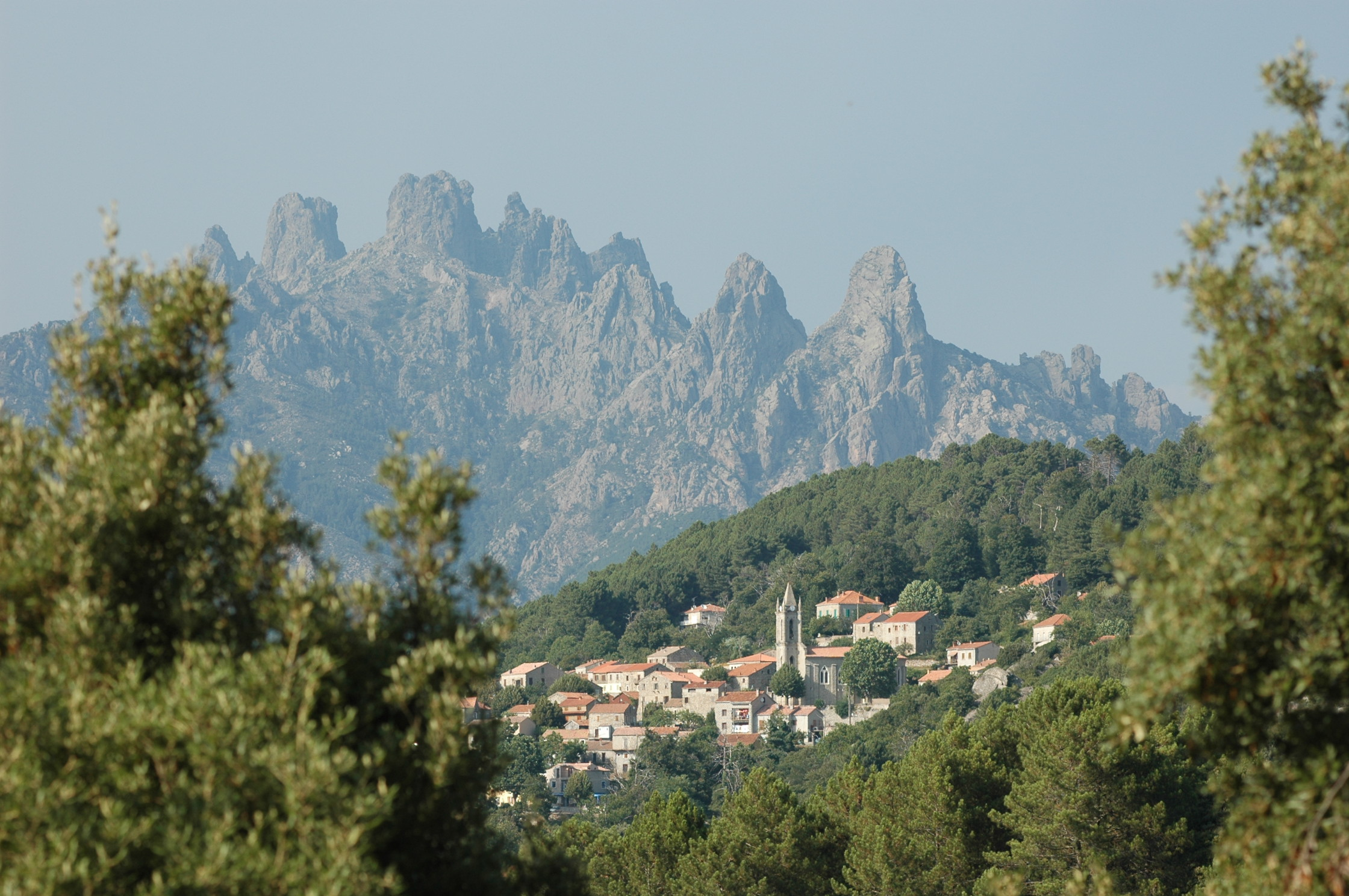
Zonza, terme de la sixième épreuve spéciale. En arrière-plan, les aiguilles de Bavella, sur le parcours.

Dans les épreuves suivantes, Nicolas se détache : il enlève successivement les troisième, quatrième et cinquième spéciales, portant son avance à plus de deux minutes sur Thérier, alors que Serpaggi a rétrogradé à la quatrième place, derrière Piot. Le groupe deux est dominé par Guy Chasseuil (Ford Escort), sixième, qui se rapproche de Manzagol. Au départ de la sixième épreuve, qui passe par le col de Bavella, les concurrents doivent faire monter des pneus à clous, le parcours étant partiellement enneigé. Chasseuil prend le risque de partir avec des pneus moyennement cloutés, contrairement aux pilotes Alpine, et malgré une touchette réalise le meilleur temps, prenant la cinquième place au classement général au détriment de Manzagol. Thérier a perdu du temps à cause de son câble d'accélérateur et a cédé sa seconde place à Piot.
À Aullène, avant le départ de la septième épreuve spéciale, les concurrents font à nouveau changer leurs pneus. Si pour Nicolas, premier à se présenter, l'opération s'effectue assez rapidement, il n'en va pas de même pour les autres pilotes d'Alpine, le nombre de mécaniciens étant insuffisant pour intervenir sur cinq voitures. Piot va être pénalisé de deux minutes, Thérier, qui fait remplacer son câble d'accélérateur, de cinq, Manzagol de quatre. La pire opération est pour Serpaggi, qui écope de dix minutes de pénalité et perd toute chance de figurer en haut du classement. Il ne baisse pas les bras pour autant, et c'est lui qui va effectuer le meilleur temps du tronçon suivant, devant Nicolas qui compte désormais plus de quatre minutes d'avance sur Piot au classement général. Ce sera la dernière spéciale de la journée, un éboulis ayant bloqué le tronçon suivant. Les concurrents regagnent Ajaccio, terme de la première étape, par la route la plus courte. Derrière les deux Alpine de tête, Chasseuil, très compétitif sur la neige, occupe la troisième place, devant Thérier et Manzagol. Sur les cinquante équipages au départ, dix-huit ont dû abandonner.
| Pos. | Pilote                           | Copilote            | Voiture             | Temps           | Écart         | Groupe |
| ---- | -------------------------------- | ------------------- | ------------------- | --------------- | ------------- | ------ |
| 1    | Jean-Pierre Nicolas              | Michel Vial         | Alpine A110 1800    | 2 h 46 min 50 s |               | 4      |
| 2    | Jean-François Piot               | Jean de Alexandris  | Alpine A110 1800    | 2 h 51 min 03 s | + 4 min 13 s  | 4      |
| 3    | Guy Chasseuil                    | Christian Baron     | Ford Escort RS1600  | 2 h 55 min 37 s | + 8 min 47 s  | 2      |
| 4    | Jean-Luc Thérier                 | Marcel Callewaert   | Alpine A110 1800    | 2 h 56 min 45 s | + 9 min 55 s  | 4      |
| 5    | Francis Serpaggi                 | Félix Mariani       | Alpine A110 1800    | 3 h 02 min 00 s | + 15 min 10 s | 4      |
| 6    | Jean-Louis Clarr                 | Jacques Jaubert     | Opel Ascona         | 3 h 02 min 57 s | + 16 min 07 s | 2      |
| 7    | Jean-Pierre Manzagol             | Pierre Alessandri   | Alpine A110 1800    | 3 h 06 min 02 s | + 19 min 12 s | 4      |
| 8    | Henry Greder                     | "Christine"         | Opel Commodore GSE  | 3 h 07 min 35 s | + 20 min 45 s | 1      |
| 9    | Gérard Dantan Merlin ("Gédéhem") | Vincent Laverne     | Porsche Carrera     | 3 h 10 min 32 s | + 23 min 42 s | 3      |
| 10   | Claude Ballot-Lena               | Jean-Claude Morenas | Alfa Romeo 2000 GTV | 3 h 13 min 00 s | + 26 min 10 s | 1      |

### Deuxième étape

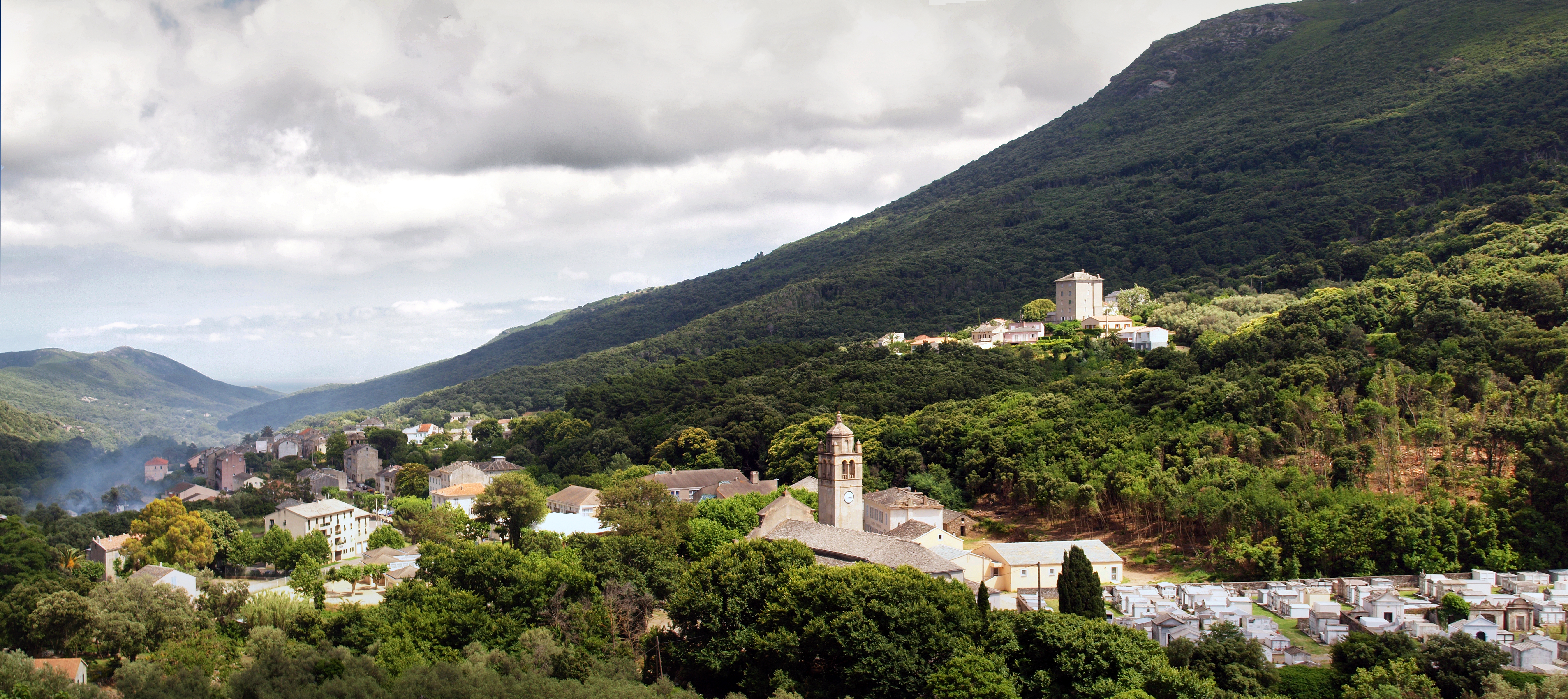
Luri, commune du Cap Corse, point de départ de la dix-septième épreuve spéciale.

La tempête de neige qui sévit sur les massifs montagneux du centre de l'île incite les organisateurs, qui craignent des routes bloquées, à annuler les sept premières spéciales de la deuxième étape. Les 32 équipages s'élancent donc directement vers la côte est, vers une heure du matin. Ils doivent rejoindre Prunete, dans la plaine orientale, dans un temps imparti de cinq heures. Cette décision ne fait pas les affaires de Guy Chasseuil qui, grâce aux pneus spéciaux dont il disposait, espérait bien profiter des tronçons enneigés pour réduire l'écart sur les Alpine le précédant.
Fort de ses quatre minutes d'avance, Jean-Pierre Nicolas ne prend plus de risques inutiles. Il ne pourra cependant pas éviter de heurter un parapet de pont sur un tronçon glissant, mais les dégâts seront minimes. Son coéquipier Jean-François Piot se montre le plus rapide à plusieurs reprises, confortant sa deuxième place malgré quelques erreurs dans le choix de ses pneus. C'est encore une Alpine que l'on retrouve à la troisième place, Jean-Luc Thérier ayant pris d'emblée le meilleur sur Chasseuil. Une crevaison dans la spéciale du Cap Corse va d'ailleurs faire perdre à ce dernier tout espoir de podium.
L'épreuve se termine sans incident notable, hormis l'abandon de Jean-Louis Clarr (boîte de vitesses cassée) qui effectuait une très belle course sur son Opel Ascona groupe 2 et pouvait prétendre à la sixième place. Les Alpine réalisent le triplé, Nicolas remportant une très nette victoire devant Piot et Thérier. Malgré les trois minutes perdues lors de sa crevaison, Chasseuil termine quatrième et vainqueur du groupe 2. Malgré des performances de tout premier plan, Serpaggi n'est que cinquième, les dix minutes de pénalité encourues lors de la première étape l'ayant privé d'une possible seconde place. Signalons enfin la belle prestation d'Henry Greder, septième et vainqueur du groupe 1 sur son Opel Commodore.

### Classements intermédiaires
Classements intermédiaires des pilotes après chaque épreuve spéciale.

### Classement général
| Pos | No | Pilote                           | Copilote           | Voiture             | Temps           | Écart             | Groupe |
| --- | -- | -------------------------------- | ------------------ | ------------------- | --------------- | ----------------- | ------ |
| 1   | 1  | Jean-Pierre Nicolas              | Michel Vial        | Alpine A110 1800    | 5 h 06 min 31 s |                   | 4      |
| 2   | 5  | Jean-François Piot               | Jean de Alexandris | Alpine A110 1800    | 5 h 14 min 37 s | + 8 min 06 s      | 4      |
| 3   | 7  | Jean-Luc Thérier                 | Marcel Callewaert  | Alpine A110 1800    | 5 h 18 min 46 s | + 12 min 15 s     | 4      |
| 4   | 12 | Guy Chasseuil                    | Christian Baron    | Ford Escort RS1600  | 5 h 21 min 33 s | + 15 min 02 s     | 2      |
| 5   | 11 | Francis Serpaggi                 | Félix Mariani      | Alpine A110 1800    | 5 h 24 min 37 s | + 18 min 06 s     | 4      |
| 6   | 9  | Jean-Pierre Manzagol             | Pierre Alessandri  | Alpine A110 1800    | 5 h 27 min 31 s | + 21 min 00 s     | 4      |
| 7   | 18 | Henry Greder                     | "Christine"        | Opel Commodore GSE  | 5 h 52 min 11 s | + 45 min 40 s     | 1      |
| 8   | 40 | Gérard Dantan Merlin ("Gédéhem") | Vincent Laverne    | Porsche Carrera     | 5 h 54 min 13 s | + 47 min 42 s     | 3      |
| 9   | 21 | Jean-Claude Lagniez              | Michel Terry       | Alfa Romeo 2000 GTV | 6 h 00 min 06 s | + 53 min 35 s     | 1      |
| 10  | 42 | Yves Évrard                      | Gilbert Carraz     | Audi 80             | 6 h 17 min 47 s | + 1 h 11 min 16 s | 2      |

### Classements par groupe

#### Groupe 1
| Pos | no | Pilote              | Copilote     | Voiture             | Temps           | Écart         | Class. général        |
| --- | -- | ------------------- | ------------ | ------------------- | --------------- | ------------- | --------------------- |
| 1   | 18 | Henry Greder        | "Christine"  | Opel Commodore GSE  | 5 h 52 min 11 s |               | 7e à 45 min 40 s      |
| 2   | 21 | Jean-Claude Lagniez | Michel Terry | Alfa Romeo 2000 GTV | 6 h 00 min 06 s | + 7 min 55 s  | 9e à 53 min 35 s      |
| 3   | 52 | Bernard Picone      | Davini       | Opel Ascona         | 6 h 18 min 43 s | + 26 min 32 s | 11e à 1 h 12 min 12 s |

#### Groupe 2
| Pos | no | Pilote        | Copilote        | Voiture            | Temps           | Écart             | Class. général        |
| --- | -- | ------------- | --------------- | ------------------ | --------------- | ----------------- | --------------------- |
| 1   | 12 | Guy Chasseuil | Christian Baron | Ford Escort RS1600 | 5 h 21 min 33 s |                   | 4e à 15 min 02 s      |
| 2   | 42 | Yves Évrard   | Gilbert Carraz  | Audi 80            | 6 h 17 min 47 s | + 56 min 14 s     | 10e à 1 h 11 min 16 s |
| 3   | 64 | Colombo       | Dazin           | Opel Ascona        | 6 h 27 min 38 s | + 1 h 06 min 05 s | 14e à 1 h 21 min 07 s |

#### Groupe 3
| Pos | no | Pilote             | Copilote        | Voiture          | Temps           | Écart             | Class. général        |
| --- | -- | ------------------ | --------------- | ---------------- | --------------- | ----------------- | --------------------- |
| 1   | 40 | "Gédéhem"          | Vincent Laverne | Porsche Carrera  | 5 h 54 min 13 s |                   | 8e à 47 min 42 s      |
| 2   | 33 | Christian Gardavot | Ancey           | Alpine A110 1800 | 7 h 07 min 17 s | + 1 h 13 min 04 s | 18e à 2 h 00 min 46 s |
| 3   | 36 | Fabrice Gordon     | Bastelica       | Alpine A110 1800 | 7 h 19 min 36 s | + 1 h 25 min 23 s | 19e à 2 h 13 min 05 s |

#### Groupe 4
| Pos | no | Pilote              | Copilote           | Voiture          | Temps           | Écart         | Class. général   |
| --- | -- | ------------------- | ------------------ | ---------------- | --------------- | ------------- | ---------------- |
| 1   | 1  | Jean-Pierre Nicolas | Michel Vial        | Alpine A110 1800 | 5 h 06 min 31 s |               | Vainqueur absolu |
| 2   | 5  | Jean-François Piot  | Jean de Alexandris | Alpine A110 1800 | 5 h 14 min 37 s | + 8 min 06 s  | 2e à 8 min 06 s  |
| 3   | 7  | Jean-Luc Thérier    | Marcel Callewaert  | Alpine A110 1800 | 5 h 18 min 46 s | + 12 min 15 s | 3e à 12 min 15 s |

### Hommes de tête
- ES1 :  Francis Serpaggi -  Félix Mariani (Alpine A110 1800)
- ES2 à ES21 :  Jean-Pierre Nicolas -  Michel Vial (Alpine A110 1800)

### Vainqueurs d'épreuves spéciales
- Jean-Pierre Nicolas -  Michel Vial (Alpine A110 1800) : 5 spéciales (ES 2 à 5, 18)
- Francis Serpaggi -  Félix Mariani (Alpine A110 1800) : 4 spéciales (ES 1, 7, 16, 20)
- Jean-François Piot -  Jean de Alexandris (Alpine A110 1800) : 3 spéciales (ES 17, 19, 21)
- Guy Chasseuil -  Christian Baron (Ford Escort RS1600) : 1 spéciale (ES 6)

## Résultats des principaux engagés
| No | Pilote                           | Copilote              | Voiture             | Groupe | Classement général                           | Class. groupe |
| -- | -------------------------------- | --------------------- | ------------------- | ------ | -------------------------------------------- | ------------- |
| 1  | Jean-Pierre Nicolas              | Michel Vial           | Alpine A110 1800    | 4      | 1er                                          | 1er           |
| 3  | Bernard Darniche                 | Alain Mahé            | Alpine A110 1800    | 4      | ab. après ES2 (transmission)                 | -             |
| 5  | Jean-François Piot               | Jean de Alexandris    | Alpine A110 1800    | 4      | 2e à 8 min 06 s                              | 2e            |
| 7  | Jean-Luc Thérier                 | Marcel Callewaert     | Alpine A110 1800    | 4      | 3e à 12 min 15 s                             | 3e            |
| 9  | Jean-Pierre Manzagol             | Pierre Alessandri     | Alpine A110 1800    | 4      | 6e à 21 min 00 s                             | 5e            |
| 10 | Michel Jullien                   | Bernard Pellegrin     | Alpine A110 1600    | 3      | ab. dans ES3 (sortie de route)               | -             |
| 11 | Francis Serpaggi                 | Félix Mariani         | Alpine A110 1800    | 4      | 5e à 16 min 06 s                             | 4e            |
| 12 | Guy Chasseuil                    | Christian Baron       | Ford Escort RS1600  | 2      | 4e à 15 min 02 s                             | 1er           |
| 14 | Marie-Claude Beaumont            | Marie-Odile Desvignes | Opel Ascona         | 2      | ab. après ES1 (pompe à essence)              | -             |
| 15 | Guy Fréquelin                    | Jean Marcoup          | Audi 80             | 2      | ab. dans ES1 (différentiel)                  | -             |
| 16 | Jean-Claude Gamet                | Willy Huret           | Ford Escort RS1600  | 2      | ab. dans ES6 (suspension arrière)            | -             |
| 17 | Claude Laurent                   | Jacques Marché        | Daf 66              | 2      | ab. dans ES16 (courroie de transmission)     | -             |
| 18 | Henry Greder                     | "Christine"           | Opel Commodore GSE  | 1      | 7e à 45 min 40 s                             | 1er           |
| 19 | Claude Ballot-Lena               | Jean-Claude Morenas   | Alfa Romeo 2000 GTV | 1      | 17e à 1 h 59 min 03 s                        | 7e            |
| 20 | Jean-Louis Clarr                 | Jacques Jaubert       | Opel Ascona         | 2      | ab. dans ES20 (boîte de vitesses)            | -             |
| 21 | Jean-Claude Lagniez              | Michel Terry          | Alfa Romeo 2000 GTV | 1      | 9e à 53 min 35 s                             | 2e            |
| 22 | Jean-Louis Barailler             | Poggini               | Opel Ascona         | 1      | 16e à 1 h 52 min 04 s                        | 6e            |
| 33 | Christian Gardavot               | Ancey                 | Alpine A110 1800    | 3      | 18e à 2 h 00 min 46 s                        | 2e            |
| 37 | Gérard Morière                   | Ferrand               | Alpine A110 1800    | 3      | ab. après ES17                               | -             |
| 40 | Gérard Dantan Merlin ("Gédéhem") | Vincent Laverne       | Porsche Carrera     | 3      | 8e à 47 min 42 s                             | 1er           |
| 42 | Yves Évrard                      | Gilbert Carraz        | Audi 80             | 2      | 10e à 1 h 11 min 16 s                        | 2e            |
| 44 | Michel Robini                    | Guarnieri             | Opel Ascona         | 2      | Ab. dans première étape (roulement)          | -             |
| 52 | Bernard Picone                   | Davini                | Opel Ascona         | 1      | 11e à 1 h 12 min 12 s                        | 3e            |
| 60 | Francis Vincent                  | Bontaz                | Alfa Romeo 2000 GTV | 1      | ab. dans la première étape (sortie de route) | -             |

## Classement final du championnat du monde
- attribution des points : 20, 15, 12, 10, 8, 6, 4, 3, 2, 1 respectivement aux dix premières marques de chaque épreuve (sans cumul, seule la voiture la mieux classée de chaque constructeur marque des points)
- seuls les huit meilleurs résultats (sur treize épreuves) sont retenus pour le décompte final des points[5]. Alpine-Renault doit donc décompter les huit points acquis en Grande-Bretagne, Fiat doit décompter les trois points acquis au Safari, les trois points acquis en Finlande et le point acquis en Grande-Bretagne.

| Pos. | Marque         | Points    | M-C | SUE | POR | SAF | MAR | ACR | POL | FIN | AUT | SAN | PRE | RAC | COR |
| ---- | -------------- | --------- | --- | --- | --- | --- | --- | --- | --- | --- | --- | --- | --- | --- | --- |
| 1    | Alpine-Renault | 147 (155) | 20  | 12  | 20  | -   | 20  | 20  | -   | -   | 15  | 20  | -   | (8) | 20  |
| 2    | Fiat           | 84 (91)   | 4   | 8   | 10  | (3) | 6   | 15  | 20  | (3) | 6   | 15  | -   | (1) | -   |
| 3    | Ford           | 76        | 10  | -   | 2   | -   | -   | 4   | -   | 20  | -   | -   | 10  | 20  | 10  |
| 4    | Volvo          | 44        | -   | 2   | -   | -   | 2   | -   | -   | 15  | -   | -   | 15  | 10  | -   |
| 5    | Saab           | 42        | -   | 20  | -   | -   | -   | -   | -   | 10  | 12  | -   | -   | -   | -   |
| 6    | Datsun         | 34        | 2   | -   | -   | 20  | -   | -   | -   | -   | -   | -   | 12  | -   | -   |
| 7    | Citroën        | 33        | -   | -   | 12  | -   | 15  | 6   | -   | -   | -   | -   | -   | -   | -   |
| 8    | BMW            | 28        | -   | 4   | -   | -   | -   | -   | -   | -   | 20  | -   | -   | 4   | -   |
| 9    | Porsche        | 27        | -   | -   | 8   | -   | -   | -   | -   | 12  | 4   | -   | -   | -   | 3   |
| 10   | Toyota         | 25        | -   | -   | -   | -   | -   | 2   | -   | -   | 3   | -   | 20  | -   | -   |
| 10=  | Opel           | 25        | -   | 1   | 4   | -   | -   | -   | -   | 8   | -   | 2   | -   | 6   | 4   |
| 12   | Polski Fiat    | 18        | -   | -   | -   | -   | -   | -   | 12  | -   | -   | -   | 6   | -   | -   |
| 13   | Lancia         | 16        | 3   | 10  | -   | -   | -   | -   | -   | -   | -   | 3   | -   | -   | -   |
| 14   | Wartburg       | 15        | -   | -   | -   | -   | -   | -   | 15  | -   | -   | -   | -   | -   | -   |
| 14=  | Volkswagen     | 15        | -   | 6   | -   | -   | -   | 8   | -   | -   | 1   | -   | -   | -   | -   |
| 16   | Peugeot        | 13        | -   | -   | -   | 12  | 1   | -   | -   | -   | -   | -   | -   | -   | -   |
| 17   | Mitsubishi     | 4         | -   | -   | -   | 4   | -   | -   | -   | -   | -   | -   | -   | -   | -   |
| 18   | Škoda          | 3         | -   | 3   | -   | -   | -   | -   | -   | -   | -   | -   | -   | -   | -   |
| 19   | Alfa Romeo     | 2         | -   | -   | -   | -   | -   | -   | -   | -   | -   | -   | -   | -   | 2   |
| 19=  | Audi           | 2         | -   | -   | -   | -   | -   | 1   | -   | -   | -   | -   | -   | -   | 1   |

- À noter : le classement final ci-dessus intègre le reclassement de la BMW de l'équipage Warmbold-Todt, initialement disqualifiée par les organisateurs, à la première place de l'épreuve autrichienne. Les résultats du rallye autrichien des Alpes ne furent entérinés qu'au premier trimestre 1974[9]. Ci-dessous les positions du championnat effectives après le Tour de Corse, prenant en compte la  disqualification de BMW en Autriche, telles que publiées à l'issue de la course :

1. Alpine-Renault : 152 points
2. Fiat : 86 points
3. Ford : 76 points
4. Saab : 45 points
5. Volvo : 44 points
6. Datsun : 34 points
7. Citroën : 33 points
8. Porsche : 29 points

etc.

## À noter
- La troisième place obtenue par Jean-Luc Thérier lui assure le titre de champion de France des rallyes[6].
- Les cinquante pilotes au départ sont tous français[2].